# Tiadenol
Tiadenol ist eine chemische Verbindung aus der Gruppe der Fettalkohole.

## Eigenschaften
Tiadenol ist löslich in Ethanol, Chloroform und praktisch unlöslich in Wasser. Pharmakologisch wirkt Tiadenol lipidsenkend.

## Verwendung
Tiadenol wurde zur Behandlung von Hyperlipidämien verwendet.